# Grünbach, Vogtland
Grünbach là một đô thị thuộc huyện Vogtland, bang Sachsen, Đức. Đô thị Grünbach, Vogtland có diện tích 27,53 km², dân số thời điểm ngày 31 tháng 12 năm 2006 là 1914 người.